# Birabodo
Birabodo est un hameau du département et la commune rurale de Kindi, situé dans la province du Boulkiemdé et la région du Centre-Ouest au Burkina Faso.

## Géographie
Le hameau est à mi-chemin du village de Masséré (auquel il est rattaché au sein de la commune de Kindi) et de celui de Balogho (dans le département et la commune rurale voisine de Siglé).